# فقدان البصر الحاد

مخطط سنيلين

فقدان البصر الحاد (بالانجلزية: Acute visual loss)، هو فقدان سريع للمقدرة على الإبصار. عادة يتسبب بهذا أربع حالات: انفصال الشبكية، ارتفاع ضغط العين، تنكس بقعي و التهاب الشريان ذو الخلايا العملاقة.

## انفصال الشبكية
يتم أخذ حالة انفصال الشبكية بعين الاعتبار كمسبّب لفقدان البصر الحادّ إذا سبق حصوله وميض أو عوائم، أو إذا حصل خلل في مجال الإبصار مؤخرًّا في إحدى العينين. إذا تمّت معالجة هذه الحالة باكرًا فإن النتائج ستكون جيّدة.

## ارتفاع ضغط العين
تؤخذ جلوكوما الزاوية المغلقة بعين الاعتبار كمسبب لفقدان البصر الحادّ إذا رافق فقدان البصر الألم، العين الحمراء، الغثيان والتقيؤ. يكون ضفط العين مرتفع جدا، عادةّ أعلى من 40 مم زئبق. يمكن منع الإصابة بالعمى إذا تم علاج القزحية بالليزر بشكل فوريّ.

## تنكس بقعي
يؤخذ التنكس البقعي بعين الاعتبار عند المرضى كبار السن الذين حصل لديهم تشويش مؤخرًّا في بصرهم مع نزيف في بقعة الشبكية. يمكن استعادة البصر بحقن العين بعقار (anti-VEGF) بشكل مستعجل.

## التهاب الشريان ذو الخلايا العملاقة
يرخذ هذا الالتهاب بعين الاعتبار عند مريض كبير السن يعاني من حالة عرج الفكّ، ألم صدغي والإعياء. معالجة هذا المريض بالأدوية الستيرويدية يحفظ له بصره كما يقلل خطر إصابته بالسكتة الدماغية. أما إذا ترك المريض بلا علاج سيتطور به الأمر إلى فقدان البصر في كلتا عينيه.